# La puerta del cielo/Seven Lives
«La Puerta del Cielo»/«Seven Lives» es el primer sencillo extraído del séptimo álbum de Enigma, Seven Lives Many Faces. El tema «Seven Lives» fue usado en la televisión alemana como sintonía musical por el canal de televisión digital EinsFestival en su retransmisión deportiva de los Juegos Olímpicos de Pekín de 2008. El sencillo fue publicado digitalmente el 8 de agosto en Alemania, y físicamente el 15 del mismo mes.
Solo llegó al n.º 56 en las listas musicales de Alemania.

## Listado
- CD sencillo

1. «La Puerta del Cielo» (Radio Edit) — 3:34
2. «Seven Lives» (Radio Edit) — 3:48